# آصف علي أصغر فيضي
آصف بن علي أصغر فیضي (1899 - 1981 م) أستاذ هندي وباحث في الدراسات الإسماعيلية الحديثة.
ولد في «مثران» قرب مومباي وتلقى تعليمه الأولي في مومباي، ثم سافر إلى انكلترة لتكملة تحصيله الدراسي وتخرج محاميا وعمل في محكمة بومباي العليا. من آثاره: تحقيق كتاب «دعائم الإسلام» لابن حيون.